# Helge Harder
Pour les articles homonymes, voir Harder.
Helge Harder, né le 26 avril 1908 à Copenhague et mort en 1962, est un cycliste sur piste danois, spécialiste de la vitesse .

## Biographie
Helge Harder est né à Copenhague ; il exploite avec ses parents, dans le quartier de Charlottenlund, un commerce de charbons et une entreprise de transport. Il commence à courir en 1929 et prend une licence amateur, mais il fait une chute, qui l'immobilise pendant plusieurs semaines. En fin de saison, il fait une brillante rentrée dans le Critérium du Vélodrome d'Ordrup, qu'il gagne. En 1930, il fait de nouveaux progrès et prend place parmi les meilleurs amateurs européens.
En 1930 et 1931, Helge Harder devient champion du Danemark en vitesse amateur. En 1930, il prend la deuxième place aux Championnats nordiques derrière son compatriote Willy Gervin.
En 1931, il participe au Grand Prix de Paris amateurs,. Battant le favori, Sydney Cozens, en quart de finale, il devient champion du monde de vitesse des amateurs, devant son public sur le vélodrome d'Ordrup à Copenhague qu'il connait bien,,,,. Il est le second sportif danois le plus populaire, derrière Henry Hansen, parmi les lecteurs du journal B.T.. Il passe la saison d'hiver 1931-32 à Paris et s'entraine au Vél'd'Hiv',.
Il passe professionnel en juin 1932, mais ne peut s'imposer dans sa nouvelle catégorie, si bien que les engagements deviennent excessivement rares et qu'il, n'a bientôt plus aucune occasion de courir. Il demande alors au Dansk Bicycle Club de le requalifier comme amateur, mais la fédération danoise refuse, et c'est pourquoi il prend la décision de quitter définitivement le sport cycliste et d'entrer dans l'affaire commerciale de son père.

## Palmarès sur piste

### Championnats du monde
- Copenhague 1931
  -  Champion du monde de vitesse amateurs

### Championnat national
- Champion du Danemark de vitesse: 1930, 1931, 2e en 1932

### Autres
- Prix Princesse Helena : 1931[17]